# Nothanillus
Nothanillus is een geslacht van kevers uit de familie van de loopkevers (Carabidae). De wetenschappelijke naam van het geslacht is voor het eerst geldig gepubliceerd in 1962 door Jeannel.

## Soorten
Het geslacht Nothanillus omvat de volgende soorten:
- Nothanillus germaini Jeannel, 1962
- Nothanillus luisae Bonniard De Saludo, 1970